# Andhrimnir
Andhrimnir era el chef de los Æsir y de los einherjar en la mitología nórdica. Todos los días, mataba al jabalí cósmico, Sæhrimnir, y lo cocinaba en Eldhrimnir, su caldero con poderes mágicos. Cada noche el jabalí renacía para ser comido al día siguiente. Andhrimnir también preparaba la hidromiel de los Æsir de la leche de la cabra Heiðrún.